# Hypsoma

Exaltations- (grün) und Depressionspunkte (rot) der sieben Planeten

Hypsoma (akkadisch ašar-nisirti oder bit-nisirti „verborgener Ort“; altgriechisch ύ̓ψωμα „Erhöhung“; Plural Hypsomata) ist die griechisch-astronomische Bezeichnung für den höchsten Stand oder den Wendepunkt eines Himmelskörpers aus Sicht eines Beobachters auf der Erde.
In der babylonischen Astronomie wurde der höchste Wendepunkt als „geheimer Ort“ beziehungsweise „verborgener Ort“ bezeichnet. In astronomischen und historischen Dokumenten aus Babylonien und Assyrien haben viele Sterne und Planeten ihre Hypsoma.
Astrologisch ist das Hypsoma oder die Exaltation (von lateinisch exaltatio) oder Erhöhung eines Planeten das Tierkreiszeichen bzw. der Punkt auf dem Tierkreis, an dem der Planet seine größte Wirkung entfaltet. In den Aufzeichnungen der ägyptischen Astronomie erreicht die Sonne als Verkörperung von Re ihre größte Machtvollkommenheit im Sternbild Widder. In der zeitlich noch weiter zurückliegenden babylonischen Astrologie wurde die Stellung eines Planeten am "verborgenen Ort" abweichend von der griechischen damit verbunden, dass diese Planeten-Position ein günstiges Vorzeichen darstellte. Weiterhin sind für die babylonischen „verborgenen Orte“ keine Tierkreis-Grade angegeben und in einigen Fällen werden für Planeten die Stellungen mit „im verborgenen Ort“ angegeben, obwohl ihre konkrete Stellung nicht einmal mit dem korrespondieren Tierkreiszeichen des „verborgenen Ortes“ übereinstimmt.
Als Depression (ταπείνωμα Tapeinoma) oder Fall wird der Punkt bezeichnet, der der Exaltation genau gegenüberliegt.
Claudius Ptolemäus gab in seinem Tetrabiblos eine Erklärung für die Zuordnung der Zeichen, die zwar teilweise etwas konstruiert wirkt, aber immerhin eine Erklärung ist. Die Planetenpositionen der Exaltation erwähnt er nicht.
| Planet  | Exaltationspunkt | Depressionspunkt | Erklärung des Ptolemäus |
| ------- | ---------------- | ---------------- | --- |
| Sonne   | 19° Widder       | 19° Waage        | Nach Eintritt in den Widder sind die Tage (also die Dauer der Wirksamkeit der Sonne) länger als die Nächte, bei Eintritt in die Waage ist es umgekehrt. |
| Mond    | 3° Stier         | 3° Skorpion      | Im Stier wird die Mondsichel nach dem Neumond in der Exaltation der Sonne sichtbar. Zudem ist der Stier das erste Zeichen im Dreieck des Mondes, das von Stier, Jungfrau und Steinbock gebildet wird. |
| Merkur  | 15° Jungfrau     | 15° Fische       | Merkur sei trockener Natur, und das träfe auch auf die Jungfrau zu, die Ende August meist eine trockene Zeit bringt. |
| Venus   | 27° Fische       | 27° Jungfrau     | Venus hat ihre Exaltation in den Fischen, weil sie feuchter Natur ist und mit dem Eintritt der Sonne in die Fische Ende Februar der ebenfalls feuchte Vorfrühling beginnt. Dass die Depression der Venus in der Jungfrau ist, erscheint jedenfalls passend.                                                                 |
| Mars    | 28° Steinbock    | 28° Krebs        | Da Mars feuriger Natur ist, ist ihm das südlichste Sternbild angemessen. Ein Himmelskörper hat im Steinbock die minimale obere Kulminationshöhe, ist also dem Südpunkt am nächsten und insofern ist dann der Steinbock das südlichste Sternbild. Freilich ist es Winter, wenn die Sonne im Steinbock steht.                 |
| Jupiter | 15° Krebs        | 15° Steinbock    | Umgekehrt als bei Mars: Ein Himmelskörper im Krebs erreicht die größtmögliche Kulminationshöhe, ist somit möglichst weit vom Südpunkt und insofern am weitesten im Norden, also ist der Krebs das nördlichste Tierkreiszeichen und Jupiter ist im Krebs exaltiert, da er mit den fruchtbringenden Nordwinden verknüpft ist. |
| Saturn  | 21° Waage        | 21° Widder       | Saturn wird wegen seiner kalten Natur als das Gegenteil der Sonne betrachtet und erhält daher die Umkehrung von deren Exaltation/Depression zugewiesen. |

Die Hypsoma der Planeten im zwölfteiligen Tierkreis mit 30°-Abschnitten sind wohl nicht vor dem 5. Jh. v. Chr. entstanden, da der zwölfteilige Tierkreis erstmals im 5. Jh. v. Chr. in Babylon nachweisbar ist. Die von Ptolemäus gegebene Erklärung der Erhöhung eines Planeten in bestimmten Zeichen ist stellenweise schon ziemlich gewunden, völlig rätselhaft bleibt aber die Bedeutung der ekliptischen Längen (also der angegebenen Gradzahlen) der Hypsoma, sofern man nicht der Theorie des Astrologen Cyril Fagan folgt, dass die Hypsoma bestimmten Positionen der Planeten entsprechen, die sämtlich im Jahr 786 v. Chr. auftraten. In diesem Jahr wurde in Nimrud ein Tempel des Gottes Nabu eingeweiht, und die Positionen von Sonne, Mond und Venus am 1. Nissan stimmen mit den überlieferten Exaltationen Fagan zufolge überein. Fagans Theorie widerspricht allerdings dem Umstand, dass der Tierkreis erst für das 5. Jh. v. Chr. nachweisbar ist. Weiterhin wurden für die babylonischen "verborgenen Orte" keine Tierkreis-Grade angegeben, manchmal wurden für Planeten die Stellungen mit "im verborgenen Ort" angegeben, obwohl ihre konkrete Stellung nicht einmal mit dem korrespondieren Tierkreiszeichen des "verborgenen Ortes" übereinstimmt.